# Dominic Lobalu
Dominic Lokinyomo Lobalu (* 16. srpna 1998, Chukudum) je běžec specializující se na běh na střední a dlouhé vzdálenosti. Narodil se v nynějším Jižním Súdánu, žije a trénuje ve Švýcarsku, je apatrida.

## Začátek života
Narodil se v roce 1998 v malém městě Chukudum v tehdejším Súdánu v jeho jihozápadní části, asi 25 km od hranic s Ugandou a Keňou (dnes je město v Jižním Súdánu). Pochází z etnické skupiny Didingů. V devíti letech přišel v druhé súdánské občanské válce o oba rodiče, poté vyrůstal v sirotčinci. V roce 2007 za pomoci italské neziskové organizace uprchl do sousední Keni, kde žil nejprve ve městě Juja nedaleko Nairobi. Zde chodil do školy a se spolužáky hrál fotbal.
V 15 letech dostal nabídku od běžeckého tréninkového centra Tegly Loroupe v Ngongu v Keni, které provozovala pro uprchlíky s podporou Světové atletiky a které jim umožňovalo rozvíjet atletické dovednosti a případně se zapojit do soutěží na světové úrovni pod hlavičkou Atletického uprchlického tymu. Nabídku přijal.

## Běžecká kariéra
V profesionální soutěži se poprvé objevil v dubnu 2017 ve štafetové soutěži v bahamském Nassau, kde běžel ve štafetě na 4 × 800 metrů. V závodě skončila štafeta s velkým rozdílem poslední. Nedlouho před svými 19. narozeninami startoval na mistrovství světa v atletice 2017, kde běžel běh na 1500 metrů, v němž skončil předposlední, když poslední závodník upadl. Na mistrovství Afriky v atletice v roce 2018 nigerijské Asabě startoval v běhu na 5000 metrů, kde skončil již na desátém místě v polovině startovního pole. Ve všech závodech startoval pod hlavičkou Atletického uprchlického týmu.
V květnu 2019 se v rámci Ženevského maratonu ve švýcarské Ženevě účastnil běhu na 10 000 m, který vyhrál. Po sporu s vedením týmu o finanční odměnu s kolegou z týmu, kterým byl jihosúdánský uprchlík Gatkuoth Puok Thiep, opustili hotel a nenastoupili na zpáteční let. Hotel opustili pouze s oblečením a doklady, neměli peníze, kontakty ani neuměli německy či francouzsky. Později uvedl, že finanční spor byl poslední kapkou poté, co se v týmu cítil jako osoba druhé kategorie. V tréninkovém centru měli zajištěnou stravu a ubytování ve čtyřlůžkových pokojích, jinak dostávali jen kapesné 5 tis. keňských šilinků (asi 900 Kč) a nedostávali ani finanční odměny z vyhraných závodů. Podobným způsobem tým opustilo dalších pět atletů.
Oba atleti následně požádali o azyl ve švýcarském uprchlickém centru. Imigrační úředník ho propojil s učitelem a běžeckým trenérem Markusem Hagmannem ze St. Gallenu. Lobalu tak mohl pokračovat v tréninku běhu a závodění. V závodech startuje za Švýcarsko, švýcarské (ani jiné) občanství však nemá a získat ho může nejdříve v roce 2032, status uprchlíka nezískal. To mu nebránilo soutěžit ve většině soutěží s výjimkou olympiád a mistrovství světa, kde je občanství vyžadováno a útěkem z uprchlického týmu ztratil možnost za něj startovat. Bez pasu však obtížně cestuje mimo Evropský hospodářský prostor.
V letech 2019 až 2021 startoval na lokálních soutěžích ve Švýcarsku, když jako žadatel o azyl nemohl opustit zemi. Na mezinárodní soutěži se objevil v roce 2022 na mítinku Diamantové ligy ve švédském Stockholmu, kde startoval v běhu na 3000 metrů, který překvapivě vyhrál. V roce 2023 vyhrál na stejné trati na mítinku v Záhřebu a svým časem vylepšil rekord závodu. Žádost Švýcarské atletické federace o jeho start na Mistrovství světa v atletice 2023 Světová atletika zamítla. V roce 2024 se zúčastnil Mistrovství Evropy v atletice 2024, kde startoval ve dvou závodech. V běhu na 5000 metrů získal bronzovou medaili a v běhu na 10 000 metrů pak zlatou. Mezinárodní olympijský výbor mu v červnu 2024 povolil start Letní olympijské hrách v Paříži pod hlavičkou uprchlického týmu v běhu na 5000 metrů.

## Ve filmu
Byl o něm natočen dokument The Right to Race.